# 洗ひ髪

「洗ひ髪」（あらいがみ）は、日本の演歌歌手・工藤あやのの楽曲。2023年1月18日に徳間ジャパンコミュニケーションズより8作目のシングルとして発売された。

## 制作
2023年1月にプロデビュー10周年を迎えた工藤あやのの8作目となるシングルである。本作のヒットを祈願し、東京都の新宿区にある花園神社にて生まれて初めての祈祷を行っている。
前作「白糸恋情話」と同じく表題曲の作詞は原文彦、作曲は弦哲也、編曲は若草恵が担当しており、楽曲提供は「白糸恋情花」と同時に行われていた。

## アートワーク
ジャケット写真の髪の毛をストレートに束ねるアイデアは工藤本人によるもので、髪飾りなどの備品も自身で探して決めた。着用している水色の着物はビンテージもので貴重なものだといい、それに合わせ重ね衿などもこだわった。着物の帯が撮影数日前までなかなか決まらず難航したが、着物にも薄く入っていたバラに共通したバラの絵柄の帯を気に入り決定した。
前作「白糸恋情話」の題材になった小説『義血侠血』の著者である泉鏡花がウサギの置物など、ウサギのグッズを収集していた事に影響を受け、髪飾りは兎の耳をイメージした形のものとなっている。

## 楽曲解説
洗ひ髪
表題曲。タイトルの"ひ"（現代表記だと"い"）は旧仮名づかいが使われている。工藤は"ひ"の一字に現代の言葉だけでは表現できない思いが詰まっていると語っており、その深みを出すために、作曲をした弦哲也のデモテープを何度も聴いてレコーディングに臨んだという。弦は本作のレコーディングにあたり歌い方の指導も本人に行っている。
原文彦は前作「白糸恋情話」よりも「洗ひ髪」を先に作詞していた。
加賀友禅燈ろう流し
カップリング曲。石川県金沢市の加賀友禅燈ろう流しをモチーフにしている。

## ミュージック・ビデオ
表題曲「洗ひ髪」のミュージック・ビデオでは、1本の櫛で髪を束ね、櫛をはずしたときに束ねた髪がクルクルッと落ちていくシーンを撮るために人生で初めてヘアーエクステンションをつけて撮影に臨んだ。きれいに髪を降ろすのは難しかったと工藤は語っており、5回ほど挑戦し納得いくものが撮影されたという。映像の櫛や手鏡の後ろには、ジャケットで工藤が着用した髪飾りにも共通するウサギが描かれている。

## 収録曲
| #  | タイトル                                      | 作詞     | 作曲   | 編曲       |
| -- | --------------------------------------------- | -------- | ------ | ---------- |
| 1. | 「洗ひ髪」                                    | 原文彦   | 弦哲也 | 若草恵     |
| 2. | 「加賀友禅燈ろう流し」                        | 麻こよみ | 弦哲也 | 伊戸のりお |
| 3. | 「洗ひ髪 (オリジナル・カラオケ)」             |          |        |            |
| 4. | 「加賀友禅燈ろう流し (オリジナル・カラオケ)」 |          |        |            |